# Lelemi-Akpafu jezici
Lelemi-Akpafu jezici, jedna od dviju podskupina lelemijskih jezika, šire skupine potou-tano, nigersko-kongoanska porodica, čiji se jezici govore na malenom području u jugoistočnoj Gani blizu granice s Togom.
Zajedno s podskupinom likpe-santrokofi čine skupinu lelemi. Predstavnici su: lelemi [lef], 48.900 govornika (2003) i siwu ili akpafu-lolobi [akp], 27.000 (2003).

## Vanjske poveznice
- Ethnologue (14th)
- Ethnologue (15th)